# Westmanland
Westmanland est une ville située dans l’État américain du Maine, dans le comté d’Aroostook. 